# 6659 Pietsch
6659 Pietsch è un asteroide della fascia principale. Scoperto nel 1992, presenta un'orbita caratterizzata da un semiasse maggiore pari a 2,3720317 UA e da un'eccentricità di 0,1084211, inclinata di 5,21236° rispetto all'eclittica.
L'asteroide è dedicato a Wolfgang Pietsch, astronomo all'Istituto Max Planck di fisica extraterrestre, che ha individuato l'emissione di raggi X duri da SN1987a.